# Cattedrale dei Santi Boris e Gleb
La cattedrale dei Santi Boris e Gleb (in lettone: Svēto Borisa un Gļeba pareizticīgo katedrāle) di Daugavpils, in Lettonia, è la chiesa madre della chiesa ortodossa lettone e sede dell'eparchia di Daugavpils. La cattedrale si trova nel quartiere di Jaunbūve (Novoe Stroenie) quartiere sulla Collina delle Chiese (in lettone: Baznīckalns, in russo Церковная горка?, Cerkovnaja gorka), insieme con la Chiesa cattolica dell'Immacolata Concezione, la Cattedrale luterana di Martin Lutero e la Casa di Preghiera della Comunità dei Vecchi Credenti.

## Storia
Una chiesa precedente è stata costruita sul sito dell'attuale cattedrale nel 1866 per ordine del governatore generale del Kraj Nord-Occidentale Konstantin von Kaufman per le esigenze della locale guarnigione e fu consacrata in onore dell'imperatore Costantino I e sua madre Elena. Solitamente indicata come la chiesa di ferro (in russo Железная церковь?, Železnaja cerkov', in lettone: Dzelzs baznīca) a causa del suo rivestimento esterno, è stata smantellata per far posto alla nuova cattedrale.
La chiesa moderna fu costruita nel 1904-1905 in stile neo-russo, i lavori di costruzione finanziati dai militari. Fu consacrata il 25 luglio del 1905 in onore dei Principi Giusti Santi Boris e Gleb e di Sant'Alessio, metropolita di Mosca.

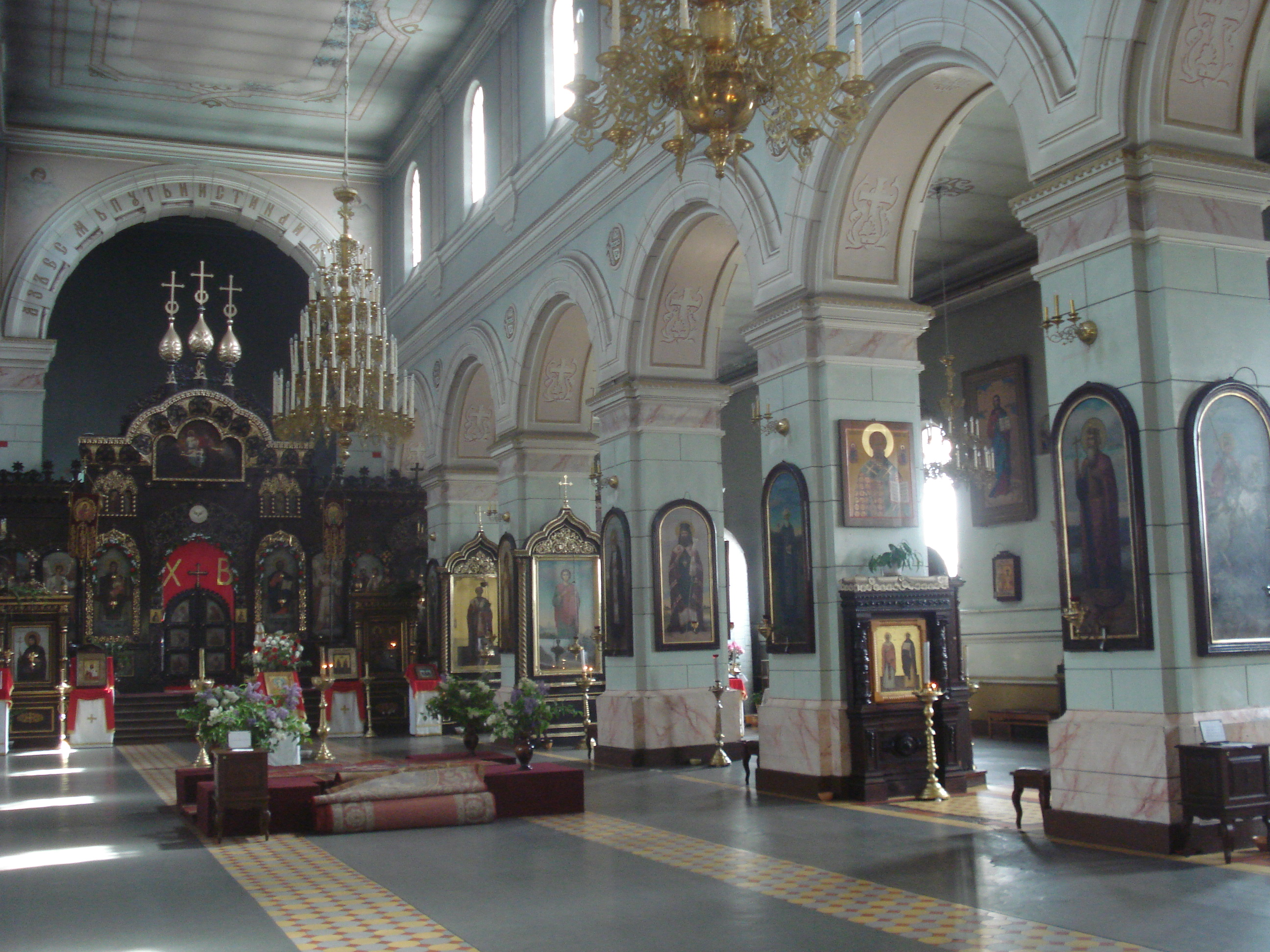
Interni
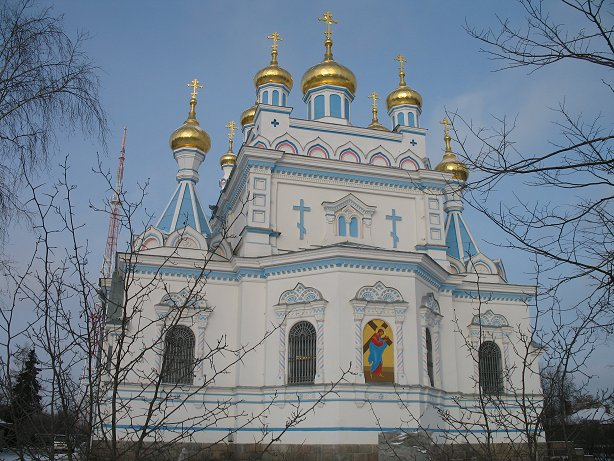
Vista dell'abside